# Боненж ле Кале
Боненж ле Кале (фр. Bonningues-lès-Calais) насеље је и општина у североисточној Француској у региону Север-Па д Кале, у департману Па де Кале која припада префектури Кале.
По подацима из 2011. године у општини је живело 632 становника, а густина насељености је износила 74,44 становника/km². Општина се простире на површини од 8,49 km². Налази се на средњој надморској висини од 82 метара (максималној 131 m, а минималној 22 m).

## Демографија
| 1962. | 1968. | 1975. | 1982. | 1990. | 1999. | 2011. |
| ----- | ----- | ----- | ----- | ----- | ----- | ----- |
| 282   | 290   | 341   | 394   | 411   | 570   | 632   |

График промене броја становника у току последњих година